# العباسية (مترو أنفاق القاهرة)
محطة مترو العباسية هي محطة في مترو أنفاق القاهرة وجزء من المرحلة الأولى من الخط الثالث للمترو. تقع في ميدان العباسية أحد أكبر وأهم الأماكن القاهرة الكبرى.

## التاريخ
تم افتتاح محطة العباسية في 21 فبراير 2012 كجزء من المرحلة الأولى من الخط الثالث. وتخدم العديد من المؤسسات الحكومية والمستشفيات القريبة من المحطة.
كانت المحطة تعتبر المحطة الشرقية للخط حتى افتتاح المرحلة الثانية في 7 مايو 2014، وأصبحت محطة الأهرام المحطة الشرقية للخط 3.

## نظرة عامة
تتكون المحطة من ثلاثة طوابق مع أربعة مداخل ومصاعد لنقل الركاب من مستوى الشارع إلى منصة المحطة. ويبلغ طوله 275 متر (902 قدم) ، بعرض 31.5 متر (103 قدم) وعمق 19.5 متر (64 قدم) من المحطة الأرضية.
بالإضافة إلى ذلك يوجد في المحطة نظام لجمع الأجرة بدون تماس بالإضافة إلى نظام متكامل للإشراف والاتصال مقدم من مجموعة تاليس.

## الأماكن البارزة القريبة
- محكمة شمال القاهرة الابتدائية
- مسجد النور [6]
- كاتدرائية القديس مرقس القبطية الأرثوذكسية
- إدارة مرور الوايلى
- المقر الرئيسي، المنطقة العسكرية الوسطى
- وزارة الكهرباء والطاقة المتجددة
- هيئة كهربة الريف (REA)
- قطاع الأحوال المدنية (CSO)
- جامعة عين شمس وكذلك المدارس الأخرى
- قطاعات و ادارات عامة تابعة لوزارة الداخلية المصرية (أكاديمية الشرطة القديمة)
- محطة الحافلات العباسية
- مستشفى العباسية للصدر
- مستشفى حمص العباسية
- مستشفى العباسية للطب النفسي

## الأعمال الفنية
العمل الفني الرئيسي في المحطة هو قناع توت عنخ آمون الذي تم تعديله لأخذ شكل العمارة المصرية القديمة.
استلهم العمل الفني من جامعة عين شمس وهي أشهر المعالم في العباسية. عين شمس تعني «بئر» أو «عين الشمس» التي تشير إلى مصر القديمة البطلمية التي تمت تسميتها بدورها لأهمية عبادة الإله رع في العاصمة المصرية القديمة أون ومن ثم استخدام تاج توت عنخ آمون في إشارة لتلك الحقبة.

## الحوادث
في 26 أبريل 2015، اصطدم قطار في احد مصدات القطارات أثناء خروجه من الصيانة والعودة إلى السكك الحديدية الرئيسية أصيب السائق بجروح دون إصابات بين الركاب.

## روابط خارجية
- مترو القاهرة
- الهيئة القومية للانفاق